# مرس‌عنخ سوم
مرس‌عنخ سوم (به انگلیسی: Meresankh III) شهبانویی مصری در دودمان چهارم از پادشاهی کهن بود. او دختر شهبانو حتپ‌حرس دوم و شاهزاده کواب و نوه‌ی شاه خوفو بود. با آنکه پدر او هیچ‌گاه فرعون نشد، او لقب "دختر شاه" بر خود داشت.
مرس‌عنخ با فرعون خفرع ازدواج کرد و پسرشان نیوسررع، جانشین خفرع به عنوان پادشاه بعدی شد.

## آرامگاه

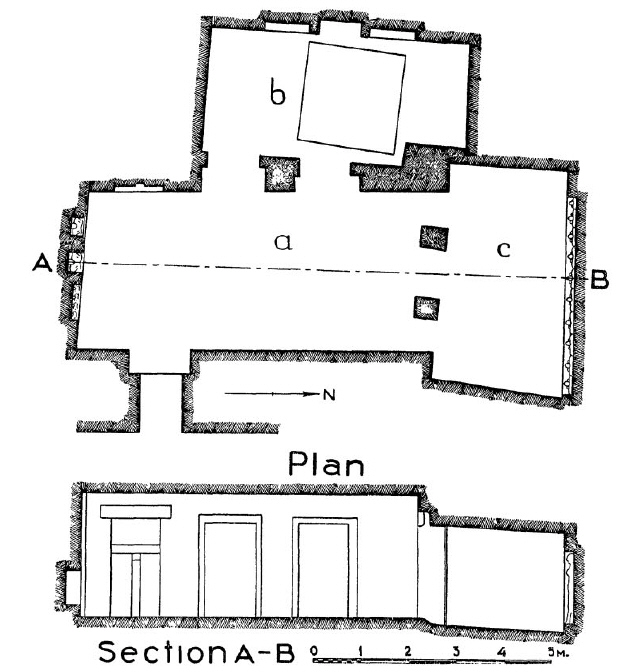
نقشه‌ای از آرامگاه مرس‌عنخ سوم در جیزه

مرس‌عنخ سوم هنگامی درگذشت که اندک زمانی از پایان فرمانروایی خفرع گذشته بود. او را در مصطبه‌ای بسیار آراسته در جیزه که معبدی تراشیده شده از سنگ داشت، به خاک سپردند. نگاره‌های آرامگاه زمان مرگ او و به خاک‌سپاریش را، که ۲۷۲ روز پس از مرگش بوده، نشان می‌دهند.
این آرامگاه در اصل برای مادر مرس‌عنخ شهبانو حتپ‌حرس دوم طراحی و ساخته شده بوده ولی خود شهبانو تصمیم می‌گیرد تا آن را به فرزندش ببخشد. چنین چیزی احتمال آن را که مرگ مرس‌عنخ یکباره و ناگهانی بوده باشد تقویت می‌کند. حتپ‌حرس همچنین تابوتی از سنگ گرانیت سیاه برای دخترش آماده کرد که طرح‌هایی از نمای کاخ بر آن کشیده شده است.